# Mack Reynolds
Dallas McCord "Mack" Reynolds (Corcoran (Californië), 11 november 1917 - 30 januari 1983) was een Amerikaans schrijver van sciencefictionboeken en -verhalen.
Reynolds was de eerste schrijver die een originele roman (Mission to Horatius, 1968) schreef op basis van de televisieserie Star Trek (1966-1969).

## Biografie
Reynolds werd geboren in Corcoran (California) als tweede van vier kinderen van Verne La Rue Reynolds en Pauline McCord. De familie verhuisde naar Baltimore in 1918 en zijn vader werd lid van de Socialist Labor Party of America zodat Reynolds al op jonge leeftijd kennis maakte met het marxisme en het socialisme. Nadat hij afstudeerde aan de hogeschool werkte Reynolds als journalist bij de Catskill Morning Star (1937-38) en als redacteur bij het weekblad Oneonta News (1939-40). In 1937 trouwde hij met zijn eerste vrouw Evelyn Sandell en ze kregen samen drie kinderen. Van 1940 tot 1943 werkte hij bij IBM. In 1944 ging hij bij de U.S. Army Transportation Corps en werd gestationeerd in de Filipijnen tot het einde van de Tweede Wereldoorlog. Van 1946 tot 1949 was Reynolds werkzaam als nationaal organisator voor de SLP terwijl hij zijn eerste verhaal "What is Courage?" verkocht aan Esquire magazine. Na zijn scheiding in 1945 hertrouwde hij in 1947met Helen Jeanette Wooley. Ze steunde hem in zijn carrière als schrijver van detectiveverhalen. Ze verhuisden naar New Mexico waar Reynolds de sciencefictionschrijvers Walt Sheldon en Fredric Brown leerde kennen die hem overtuigden in dat genre verder te gaan. “Isolationist”  was zijn eerste verhaal dat gepubliceerd werd in juni 1950 in Fantastic Adventures en zijn eerste roman The Case of the Little Green Men verscheen in 1951. In 1953 verhuisde de familie Reynolds naar Mexico waar ze na anderhalf jaar vertrokken voor een tienjarige reis doorheen Europa en Azië. Reynolds kwam ondertussen aan de kost als correspondent voor Rogue magazine en schrijver van reisverhalen en sciencefictionverhalen. In 1965 verhuisden ze terug naar San Miguel de Allende, Mexico. Einde jaren 1970 kreeg Reynolds steeds meer problemen om zijn manuscripten te publiceren. In 1983, een maand voor zijn overlijden door kanker sloot hij een contract af met Tor Books en tegen 1986 waren nog elf van zijn boeken postuum gepubliceerd.

### Jaren 1950
- The Case of the Little Green Men, 1951.

### Jaren1960
- Episode on the Riviera, 1961.
- A Kiss before Loving: A Contemporary Novel, 1961.
- Mercenary From Tomorrow, 1962, Joe Mauser-serie boek 1.
- The Earth War, 1963. Reprint van "Frigid Fracas",' Joe Mauser-serie boek 2.
- The Kept Woman, 1963.
- The Jet Set, 1964.
- Space Pioneer, 1965.
- Planetary Agent X, 1965. Fix-up van "Ultima Thule" en "Hatchetman", United Planets-serie boek 1 (nl: Planetair agent X).
- Of Godlike Power, 1966. Ook gepubliceerd als Earth Unaware.
- Time Gladiator, 1966. Reprint van "Sweet Dreams, Sweet Princes", Joe Mauser-serie boek 3.
- Computer War, 1967.
- Death Is A Dream, 1967.
- The Rival Rigelians, 1967. Uitbreiding van "Adaptation", United Planets-serie boek 3 (nl: Conflict in de ruimte).
- Dawnman Planet, 1967. United Planets-serie boek 2 (nl: De planeet van de dageraad).
- After Some Tomorrow, 1967.
- Code Duello, 1968. United Planets-serie boek 4.
- Mercenary from Tomorrow, 1968. Uitbreiding van "Mercenary".
- Mission to Horatius, 1968. Eerste Star Trek-roman.
- The Cosmic Eye, 1969. Uitbreiding van "Speakeasy".
- The Space Barbarians, 1969.
- The Five Way Secret Agent, 1969.

### Jaren 1970
- Computer World, 1970.
- Once Departed, 1970.
- Black Man's Burden, 1972. North Africa-serie boek 1.
- Border, Breed nor Birth, 1972. North Africa-serie boek 2.
- The Home of the Inquisitor (als Maxine Reynolds), 1972.
- The House in the Kasbah (als Maxine Reynolds), 1972.
- Looking Backward from the Year 2000, 1973. Julian West-serie boek 1.
- Computer War, 1973.
- Code Duello, 1973.
- Depression or Bust, 1974. Fix-up van "Depression. . .or Bust", "Expediter", "Fad" en "The Expert" (nl: De expert).
- Commune 2000 A.D., 1974. Bat Hardin-serie boek 1.
- The Towers of Utopia, 1975. Bat Hardin-serie boek 2.
- Satellite City, 1975.
- Amazon Planet, 1975. United Planets-serie boek 5.
- The Cosmic Eye, 1975.
- Ability Quotient, 1975.
- Tomorrow Might Be Different, 1975. Uitbreiding van "Russkies Go Home!"
- Mercenary from Tomorrow, 1975.
- Day After Tomorrow, 1976. Reprint van "Status Quo".
- Section G: United Planets, 1976. United Planets-serie boek 6.
- Rolltown, 1976. Bat Hardin-serie boek 3.
- Galactic Medal of Honor, 1976. Uitbreiding van "Medal of Honor".
- After Utopia, 1977.
- Perchance to Dream, 1977.
- Space Visitor, 1977. Uitbreiding van "Visitor".
- Police Patrol: 2000 A.D., 1977. Fix-up van "Romp", "Criminal in Utopia", "Cry Wolf!" en "Extortion, Inc."
- Equality in the Year 2000, 1977. Julian West-serie boek 2.
- Trample an Empire Down, 1978.
- The Best Ye Breed, 1978. North Africa-serie boek 3.
- Brain World, 1978. United Planets-serie boek 7.
- The Fracas Factor, 1978. Joe Mauser-serie boek 4.
- Earth Unaware, 1979.
- Lagrange Five, 1979. L-5 Community-serie boek 1.

### Jaren 1980
- The Lagrangists, 1983. L-5 Community-serie boek 2.
- Chaos in Lagrangia, 1984. L-5 Community-serie boek 3.
- Eternity (met Dean Ing), 1984.
- Home, Sweet Home 2010 A. D. (met Dean Ing), 1984.
- The Other Time (met Dean Ing), 1984.
- Space Search, 1984.
- Trojan Orbit (met Dean Ing), 1985.
- Deathwish World (with Dean Ing), 1986.
- Joe Mauser: Mercenary from Tomorrow (met Michael Banks), 1986. Herschrijving en uitbreiding van "Frigid Fracas" en Mercenary of Tomorrow.
- Sweet Dreams, Sweet Princes (met Michael Banks), 1986. Uitbreiding van "Sweet Dreams, Sweet Princes" en Time Gladiator.

- Bibliothèque nationale de France: cb126347360 (data)
- Gemeinsame Normdatei: 12090571X
- International Standard Name Identifier: 0000 0001 1686 3546
- Library of Congress Control Number: n82231916
- Nationale Bibliotheek van Letland: 000284651
- Nationale Bibliotheek van Tsjechië: uk2011670816
- Nationale bibliotheek van Australië: 35449617
- Nationale Bibliotheek van Israël: 987007589503905171
- Nederlandse Thesaurus van Auteursnamen: 071519262
- SNAC: w6w82dxg
- Système universitaire de documentation: 177892773
- Virtual International Authority File: 92452310
- WorldCat: E39PBJjmVy7RX69JJ7CkR4gVG3